# 騷動者樂團
騷動者樂團，是南非的一組另類搖滾樂團。1999年，該樂團於南非豪登省比勒陀利亞創立。原團名為“Saron Gas”，但因為拼寫近似沙林瓦斯（Sarin Gas），該樂團於2002年移師美國後更名為“Seether”並沿用至今。
2002年，騷動者樂團的搖滾第一單曲《再次罰款》在美國迅速流行起來，隨後他們於2004年憑藉單曲《破碎》成功延續其知名度，該單曲在紐約的告示牌百強單曲榜排名第20位。該樂團的歌曲持續在美國主流搖滾排行榜上高居榜首，當中包括《補救》、《假裝》、《鄉村歌曲》、《文字作為武器》，以及《讓你失望》。

## 外部連結
- 官方网站